# Neos
Neos Air é uma companhia aérea charter italiana, com sede em Somma Lombardo e baseada em Milão Malpensa (MXP).
Foi fundado em Junho de 2001. Iniciou suas operações com voos em 7 de Março de 2002 com um Boeing 737- 800W. Faz voos para o Cabo Verde, Egito, Ilhas Canárias, Cuba, Quénia, Tanzânia, Madagáscar, Maldivas, México e República Dominicana.

## Frota

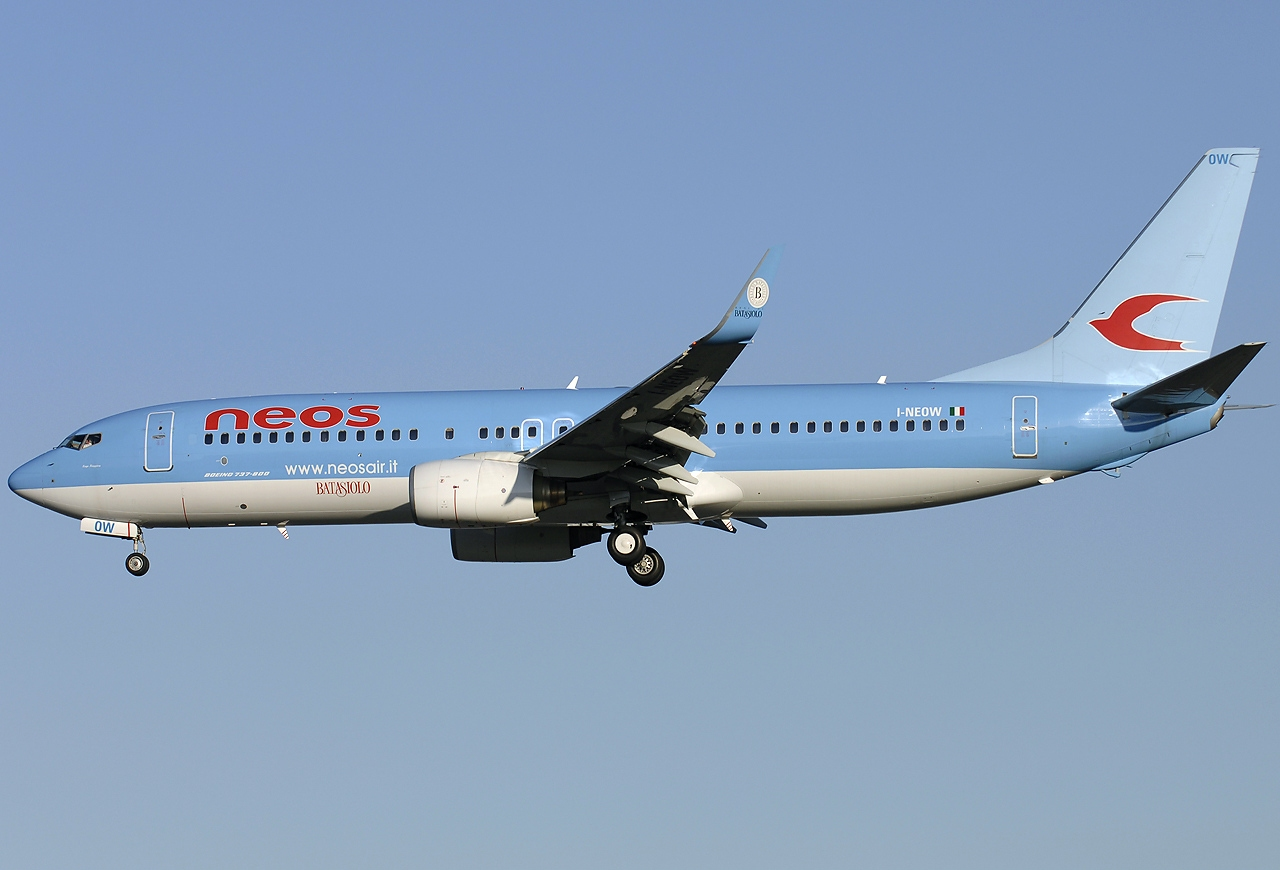
Boeing 737-800 da Neos.

- 6 Boeing 737-800W
- 2 Boeing 767-300ER[1]
- 3 Boeing 787-9 Dreamliner